# Duitsland op de Olympische Winterspelen 2022
Duitsland was een van de deelnemende landen aan de Olympische Winterspelen van 2022 in Peking, China.

## Medailleoverzicht
| Sport              | Olympiër(s)                                                          | Onderdeel                  | Medaille |
| ------------------ | -------------------------------------------------------------------- | -------------------------- | -------- |
| Biatlon            | Denise Herrmann                                                      | 15 km individueel (v)      | Goud     |
| Bobsleeën          | Francesco Friedrich Thorsten Margis                                  | tweemansbob (m)            | Goud     |
| Bobsleeën          | Francesco Friedrich Thorsten Margis Candy Bauer Alexander Schüller   | viermansbob (m)            | Goud     |
| Bobsleeën          | Laura Nolte Deborah Levi                                             | tweemansbob (v)            | Goud     |
| Langlaufen         | Katharina Hennig Victoria Carl                                       | teamsprint (v)             | Goud     |
| Noordse combinatie | Vinzenz Geiger                                                       | normale schans + 10 km (m) | Goud     |
| Rodelen            | Johannes Ludwig                                                      | mannen                     | Goud     |
| Rodelen            | Natalie Geisenberger                                                 | vrouwen                    | Goud     |
| Rodelen            | Tobias Wendl Tobias Arlt                                             | dubbels                    | Goud     |
| Rodelen            | Natalie Geisenberger Johannes Ludwig Tobias Wendl Tobias Arlt        | estafette                  | Goud     |
| Skeleton           | Christopher Grotheer                                                 | mannen                     | Goud     |
| Skeleton           | Hannah Neise                                                         | vrouwen                    | Goud     |
| Alpineskiën        | Emma Aicher Lena Dürr Julian Rauchfuß Alexander Schmid Linus Straßer | gemengd                    | Zilver   |
| Bobsleeën          | Johannes Lochner Florian Bauer                                       | tweemansbob (m)            | Zilver   |
| Bobsleeën          | Johannes Lochner Florian Bauer Christopher Weber Christian Rasp      | viermansbob (m)            | Zilver   |
| Bobsleeën          | Mariama Jamanka Alexandra Burghardt                                  | tweemansbob (v)            | Zilver   |
| Langlaufen         | Katherine Sauerbrey Katharina Hennig Victoria Carl Sofie Krehl       | 4×5 km estafette (v)       | Zilver   |
| Noordse combinatie | Manuel Faißt Julian Schmid Eric Frenzel Vinzenz Geiger               | landenwedstrijd (m)        | Zilver   |
| Rodelen            | Anna Berreiter                                                       | vrouwen                    | Zilver   |
| Rodelen            | Toni Eggert Sascha Benecken                                          | dubbels                    | Zilver   |
| Schansspringen     | Katharina Althaus                                                    | normale schans (v)         | Zilver   |
| Skeleton           | Axel Jungk                                                           | mannen                     | Zilver   |
| Biatlon            | Vanessa Voigt Vanessa Hinz Franziska Preuß Denise Herrmann           | 4× 6 km estafette (v)      | Brons    |
| Bobsleeën          | Christoph Hafer Matthias Sommer                                      | tweemansbob (m)            | Brons    |
| Freestyleskiën     | Daniela Maier                                                        | skicross (v)               | Brons    |
| Schansspringen     | Karl Geiger                                                          | grote schans (m)           | Brons    |
| Schansspringen     | Constantin Schmid Stephan Leyhe Markus Eisenbichler Karl Geiger      | landenwedstrijd (m)        | Brons    |

## Deelnemers en resultaten
(m) = mannen, (v) = vrouwen 

### Alpineskiën
Mannen
| Naam              | Onderdeel    | 1e run  | 1e run | 2e run         | 2e run         | Totaal         | Totaal         |
| Naam              | Onderdeel    | Tijd    | Rang   | Tijd           | Rang           | Tijd           | Rang           |
| ----------------- | ------------ | ------- | ------ | -------------- | -------------- | -------------- | -------------- |
| Romed Baumann     | Afdaling     | n.v.t.  | n.v.t. | n.v.t.         | n.v.t.         | 1:43,84        | 13             |
| Romed Baumann     | Super G      | n.v.t.  | n.v.t. | n.v.t.         | n.v.t.         | 1:21,10        | 7              |
| Josef Ferstl      | Afdaling     | n.v.t.  | n.v.t. | n.v.t.         | n.v.t.         | 1:44,69        | 23             |
| Josef Ferstl      | Super G      | n.v.t.  | n.v.t. | n.v.t.         | n.v.t.         | 1:22,16        | 18             |
| Simon Jocher      | Combinatie   | 1:45,80 | 16     | DNF            | DNF            | DNF            | DNF            |
| Simon Jocher      | Super G      | n.v.t.  | n.v.t. | n.v.t.         | n.v.t.         | 1:21,52        | 13             |
| Julian Rauchfuß   | Reuzenslalom | 1:08,23 | 30     | 1:07,99        | 15             | 2:16,22        | 20             |
| Julian Rauchfuß   | Slalom       | DNF     | DNF    | niet geplaatst | niet geplaatst | niet geplaatst | niet geplaatst |
| Andreas Sander    | Afdaling     | n.v.t.  | n.v.t. | n.v.t.         | n.v.t.         | 1:44,12        | 17             |
| Andreas Sander    | Super G      | n.v.t.  | n.v.t. | n.v.t.         | n.v.t.         | 1:21.21        | 8              |
| Alexander Schmid  | Reuzenslalom | DNF     | DNF    | niet geplaatst | niet geplaatst | niet geplaatst | niet geplaatst |
| Alexander Schmid  | Slalom       | 55,95   | 23     | 51,08          | 21             | 1:47,03        | 19             |
| Dominik Schwaiger | Afdaling     | n.v.t.  | n.v.t. | n.v.t.         | n.v.t.         | DNF            | DNF            |
| Linus Straßer     | Reuzenslalom | DNF     | DNF    | niet geplaatst | niet geplaatst | niet geplaatst | niet geplaatst |
| Linus Straßer     | Slalom       | 54,25   | 5      | 50,77          | 12             | 1:45,02        | 7              |

Vrouwen
| Naam        | Onderdeel    | 1e run  | 1e run | 2e run | 2e run | Totaal  | Totaal |
| Naam        | Onderdeel    | Tijd    | Rang   | Tijd   | Rang   | Tijd    | Rang   |
| ----------- | ------------ | ------- | ------ | ------ | ------ | ------- | ------ |
| Emma Aicher | Reuzenslalom | 1:01,52 | 30     | 59,00  | 18     | 2:00,52 | 21     |
| Emma Aicher | Slalom       | 54,48   | 21     | 53,11  | 12     | 1:47,59 | 18     |
| Lena Dürr   | Slalom       | 52,17   | 1      | 53,00  | 9      | 1:45,17 | 4      |
| Kira Weidle | Afdaling     | n.v.t.  | n.v.t. | n.v.t. | n.v.t. | 1:32,58 | 4      |
| Kira Weidle | Super G      | n.v.t.  | n.v.t. | n.v.t. | n.v.t. | 1:14,66 | 15     |

Gemengd
| Naam                                                                 | Onderdeel       | Eerste ronde           | Kwartfinale            | Halve finale           | Finale / BM            | Finale / BM |
| Naam                                                                 | Onderdeel       | Tegenstander Resultaat | Tegenstander Resultaat | Tegenstander Resultaat | Tegenstander Resultaat | Rang        |
| -------------------------------------------------------------------- | --------------- | ---------------------- | ---------------------- | ---------------------- | ---------------------- | ----------- |
| Emma Aicher Lena Dürr Julian Rauchfuß Alexander Schmid Linus Straßer | Landenwedstrijd | SWE 3 - 1              | SUI 2* - 2             | USA 3 - 1              | AUT 2 - 2*             | Zilver      |

### Biatlon
Mannen
| Naam                                                 | Onderdeel     | Tijd      | Missers     | Rang |
| ---------------------------------------------------- | ------------- | --------- | ----------- | ---- |
| Benedikt Doll                                        | Individueel   | 49:54,5   | 2 (1+0+0+1) | 6    |
| Benedikt Doll                                        | Sprint        | 25:05,4   | 1 (0+1)     | 8    |
| Benedikt Doll                                        | Achtervolging | 44:03,1   | 7 (2+0+2+3) | 32   |
| Benedikt Doll                                        | Massastart    | 40:45,8   | 6 (0+0+2+4) | 8    |
| Johannes Kühn                                        | Sprint        | 25:53,7   | 4 (2+2)     | 33   |
| Johannes Kühn                                        | Achtervolging | 42:37,3   | 4 (0+2+1+1) | 12   |
| Johannes Kühn                                        | Massastart    | 40:52,7   | 5 (1+0+2+2) | 10   |
| Erik Lesser                                          | Individueel   | 55:59,5   | 5 (0+3+0+2) | 67   |
| Philipp Nawrath                                      | Sprint        | 25:43,4   | 3 (1+2)     | 22   |
| Philipp Nawrath                                      | Achtervolging | 43:06,7   | 7 (1+2+1+3) | 19   |
| Philipp Nawrath                                      | Massastart    | 42:10,1   | 7 (0+0+3+4) | 23   |
| Roman Rees                                           | Individueel   | 50:09,0   | 1 (0+0+1+0) | 7    |
| Roman Rees                                           | Sprint        | 25:24,3   | 0           | 17   |
| Roman Rees                                           | Achtervolging | 41:37,7   | 1 (0+0+1+0) | 6    |
| Roman Rees                                           | Massastart    | 41:05,2   | 3 (0+0+1+2) | 14   |
| Erik Lesser Roman Rees Benedikt Doll Philipp Nawrath | Estafette     | 1:20:54,5 | 8 (0+0+2+6) | 4    |

Vrouwen
| Naam                                                       | Onderdeel     | Tijd      | Missers     | Rang  |
| ---------------------------------------------------------- | ------------- | --------- | ----------- | ----- |
| Denise Herrmann                                            | Individueel   | 44:12,7   | 1 (0+0+1+0) | Goud  |
| Denise Herrmann                                            | Sprint        | 22:29,4   | 2 (1+1)     | 22    |
| Denise Herrmann                                            | Achtervolging | 38:07,6   | 3 (0+1+0+2) | 17    |
| Denise Herrmann                                            | Massastart    | 42:27,1   | 5 (1+1+1+2) | 13    |
| Vanessa Hinz                                               | Individueel   | 46:07,4   | 1 (0+1+0+0) | 14    |
| Vanessa Hinz                                               | Sprint        | 23:24,3   | 3 (1+2)     | 55    |
| Vanessa Hinz                                               | Achtervolging | 38:21,0   | 1 (0+0+0+1) | 21    |
| Vanessa Hinz                                               | Massastart    | 43:12,2   | 4 (0+0+2+2) | 15    |
| Franziska Preuß                                            | Sprint        | 22:41,4   | 2 (0+2)     | 30    |
| Franziska Preuß                                            | Achtervolging | 37:45,6   | 1 (1+0+0+0) | 15    |
| Franziska Preuß                                            | Massastart    | 41:44,4   | 4 (1+1+1+1) | 8     |
| Vanessa Voigt                                              | Individueel   | 44:29,3   | 1 (1+0+0+0) | 4     |
| Vanessa Voigt                                              | Sprint        | 22:15,7   | 0           | 18    |
| Vanessa Voigt                                              | Achtervolging | 37:35,3   | 1 (1+0+0+0) | 12    |
| Vanessa Voigt                                              | Massastart    | 43:22,7   | 6 (1+2+2+1) | 18    |
| Vanessa Voigt Vanessa Hinz Franziska Preuß Denise Herrmann | Estafette     | 1:11:41,3 | 6 (0+1+0+5) | Brons |

Gemengd
| Naam                                                        | Onderdeel | Tijd      | Missers       | Rang |
| ----------------------------------------------------------- | --------- | --------- | ------------- | ---- |
| Vanessa Voigt Denise Herrmann Benedikt Doll Philipp Nawrath | Estafette | 1:07:51,1 | 20 (1+10+1+8) | 5    |

### Bobsleeën
Mannen
| Naam                                                                 | Onderdeel   | Run 1 | Run 1 | Run 2 | Run 2 | Run 3 | Run 3 | Run 4 | Run 4 | Totaal  | Totaal |
| Naam                                                                 | Onderdeel   | Tijd  | Rang  | Tijd  | Rang  | Tijd  | Rang  | Tijd  | Rang  | Tijd    | Rang   |
| -------------------------------------------------------------------- | ----------- | ----- | ----- | ----- | ----- | ----- | ----- | ----- | ----- | ------- | ------ |
| Francesco Friedrich * Thorsten Margis                                | Tweemansbob | 59,02 | 1     | 59,36 | 2     | 58,99 | 1     | 59,52 | 1     | 3:56,89 | Goud   |
| Christoph Hafer * Matthias Sommer                                    | Tweemansbob | 59,44 | 4     | 59,93 | 6     | 59,51 | 3     | 59,70 | 3     | 3:58,58 | Brons  |
| Florian Bauer Johannes Lochner *                                     | Tweemansbob | 59,26 | 2     | 59,27 | 1     | 59,32 | 2     | 59,53 | 2     | 3:57,38 | Zilver |
| Francesco Friedrich * Candy Bauer Thorsten Margis Alexander Schuller | Viermansbob | 58,29 | 2     | 58,71 | 1     | 58,17 | 1     | 59,13 | 1     | 3:54,30 | Goud   |
| Christoph Hafer * Michael Salzer Tobias Schneider Matthias Sommer    | Viermansbob | 58,60 | 5     | 58,95 | 4     | 58,35 | 3     | 59,25 | 2     | 3:55,15 | 4      |
| Johannes Lochner * Florian Bauer Chris Rasp Christopher Weber        | Viermansbob | 58,13 | 1     | 58,90 | 3     | 58,34 | 2     | 59,30 | 5     | 3:54,67 | Zilver |

Vrouwen
| Naam                                  | Onderdeel   | Run 1   | Run 1 | Run 2   | Run 2 | Run 3   | Run 3 | Run 4   | Run 4 | Totaal  | Totaal |
| Naam                                  | Onderdeel   | Tijd    | Rang  | Tijd    | Rang  | Tijd    | Rang  | Tijd    | Rang  | Tijd    | Rang   |
| ------------------------------------- | ----------- | ------- | ----- | ------- | ----- | ------- | ----- | ------- | ----- | ------- | ------ |
| Mariama Jamanka                       | Monobob     | 1:05,85 | 15    | 1:06,94 | 17    | 1:05,47 | 5     | 1:05,74 | 7     | 4:24,00 | 13     |
| Laura Nolte                           | Monobob     | 1:04,74 | 2     | 1:05,58 | 7     | 1:05,70 | 6     | 1:05,31 | 4     | 4:21,33 | 4      |
| Mariama Jamanka * Alexandra Burghardt | Tweemansbob | 1:01,10 | 2     | 1:01,45 | 2     | 1:00,98 | 2     | 1:01,20 | 1     | 4:04,73 | Zilver |
| Kim Kalicki * Lisa Buckwitz           | Tweemansbob | 1:01,61 | 6     | 1:01,78 | 5     | 1:01,30 | 4     | 1:01,59 | 5     | 4:06,28 | 4      |
| Laura Nolte * Deborah Levi            | Tweemansbob | 1:01,04 | 1     | 1:01,01 | 1     | 1:00,70 | 1     | 1:01,21 | 2     | 4:03,96 | Goud   |

* – Geeft de bestuurder van de slee aan

### Freestyleskiën
Aerials
| Naam      | Onderdeel | Kwalificatie | Kwalificatie | Kwalificatie | Kwalificatie | Finale         | Finale         | Finale         | Finale         | Finale         | Finale         |
| Naam      | Onderdeel | Sprong 1     | Sprong 1     | Sprong 2     | Sprong 2     | Sprong 1       | Sprong 1       | Sprong 2       | Sprong 2       | Sprong 3       | Sprong 3       |
| --------- | --------- | ------------ | ------------ | ------------ | ------------ | -------------- | -------------- | -------------- | -------------- | -------------- | -------------- |
| Emma Weiß | Vrouwen   | 65,52        | 22           | 75,98        | 14           | niet geplaatst | niet geplaatst | niet geplaatst | niet geplaatst | niet geplaatst | niet geplaatst |

Big air
| Naam                 | Onderdeel   | Kwalificatie | Kwalificatie | Kwalificatie | Kwalificatie | Kwalificatie | Finale         | Finale         | Finale         | Finale         | Finale         |
| Naam                 | Onderdeel   | Run 1        | Run 2        | Run 3        | Totaal       | Rang         | Run 1          | Run 2          | Run 3          | Totaal         | Rang           |
| -------------------- | ----------- | ------------ | ------------ | ------------ | ------------ | ------------ | -------------- | -------------- | -------------- | -------------- | -------------- |
| Alia Delia Eichinger | Big air (v) | 51,00        | 64,75        | 39,00        | 115,75       | 18           | niet geplaatst | niet geplaatst | niet geplaatst | niet geplaatst | niet geplaatst |

Halfpipe
| Naam             | Onderdeel    | Kwalificatie | Kwalificatie | Kwalificatie | Kwalificatie | Finale | Finale | Finale | Finale | Finale |
| Naam             | Onderdeel    | Run 1        | Run 2        | Beste        | Rang         | Run 1  | Run 2  | Run 3  | Beste  | Rang   |
| ---------------- | ------------ | ------------ | ------------ | ------------ | ------------ | ------ | ------ | ------ | ------ | ------ |
| Sabrina Cakmakli | Halfpipe (v) | 71,50        | 36,50        | 71,50        | 12           | 40,00  | 54,00  | 42,75  | 54,00  | 12     |

Skicross
| Naam                | Onderdeel | Kwalificatie | Kwalificatie | Achtste finale | Kwartfinale    | Halve finale   | Finale         |
| Naam                | Onderdeel | Tijd         | Rang         | Rang           | Rang           | Rang           | Rang           |
| ------------------- | --------- | ------------ | ------------ | -------------- | -------------- | -------------- | -------------- |
| Niklas Bachsleitner | Mannen    | 1:17,53      | 32           | 4              | niet geplaatst | niet geplaatst | niet geplaatst |
| Daniel Bohnacker    | Mannen    | 1:13,21      | 17           | 2              | 4              | niet geplaatst | niet geplaatst |
| Tobias Müller       | Mannen    | 1:13,64      | 26           | 3              | niet geplaatst | niet geplaatst | niet geplaatst |
| Florian Wilmsmann   | Mannen    | 1:13,22      | 18           | 3              | niet geplaatst | niet geplaatst | niet geplaatst |
| Johanna Holzmann    | Vrouwen   | 1:20,95      | 20           | 2              | 4              | niet geplaatst | niet geplaatst |
| Daniela Maier       | Vrouwen   | 1:17,63      | 3            | 1              | 2              | 1              | Brons          |

Slopestyle
| Naam                 | Onderdeel      | Kwalificatie | Kwalificatie | Kwalificatie | Kwalificatie | Finale         | Finale         | Finale         | Finale         | Finale         |
| Naam                 | Onderdeel      | Run 1        | Run 2        | Beste        | Rang         | Run 1          | Run 2          | Run 3          | Beste          | Rang           |
| -------------------- | -------------- | ------------ | ------------ | ------------ | ------------ | -------------- | -------------- | -------------- | -------------- | -------------- |
| Alia Delia Eichinger | Slopestyle (v) | 26,45        | 50,68        | 50,68        | 17           | niet geplaatst | niet geplaatst | niet geplaatst | niet geplaatst | niet geplaatst |

### IJshockey
| Olympiër | Onderdeel | Resultaat | Prestatie                                                                         |
| --- | --------- | --------- | --------------------------------------------------------------------------------- |
| Konrad Abeltshauser Danny aus den Birken Lean Bergmann Dominik Bittner Marcel Brandt Felix Brückmann Yasin Ehliz Patrick Hager Korbinian Holzer Dominik Kahun Nico Krämmer Tom Kühnhacki Stefan Loibl Jonas Müller Moritz Müller Mathias Niederberger Marcel Noebels Marco Nowak Leonhard Pföderl Daniel Pietta Matthias Plachta Tobias Rieder Frederik Tiffels Fabio Wagner David Wolf | Mannen    | 10        | groep A 1 - 5 Canada 3 - 2 China 2 - 3 Verenigde Staten play-off: 0 - 4 Slowakije |

### Kunstrijden
| Naam                                | Onderdeel | KK    | KK   | VK             | VK             | Totaal | Totaal |
| Naam                                | Onderdeel | Score | Rang | Score          | Rang           | Score  | Rang   |
| ----------------------------------- | --------- | ----- | ---- | -------------- | -------------- | ------ | ------ |
| Nicole Schott                       | Vrouwen   | 63,13 | 14   | 114,52         | 19             | 177,65 | 17     |
| Minerva Fabienne Hase Nolan Seegert | Paren     | 62,37 | 14   | 87,32          | 16             | 149,69 | 16     |
| Katharina Müller Tim Dieck          | IJsdansen | 65,47 | 21   | niet geplaatst | niet geplaatst | 65,47  | 21     |

Team
| Naam                                                                                    | Onderdeel       | Korte kür       | Korte kür       | Korte kür       | Korte kür       | Korte kür | Korte kür | Vrije kür       | Vrije kür       | Vrije kür       | Vrije kür       | Vrije kür | Vrije kür |
| Naam                                                                                    | Onderdeel       | Mannen          | Vrouwen         | Paren           | IJsdansen       | Totaal    | Totaal    | Mannen          | Vrouwen         | Paren           | IJsdansen       | Totaal    | Totaal    |
| Naam                                                                                    | Onderdeel       | Score Teamscore | Score Teamscore | Score Teamscore | Score Teamscore | Score     | Rang      | Score Teamscore | Score Teamscore | Score Teamscore | Score Teamscore | Score     | Rang      |
| --------------------------------------------------------------------------------------- | --------------- | --------------- | --------------- | --------------- | --------------- | --------- | --------- | --------------- | --------------- | --------------- | --------------- | --------- | --------- |
| Paul Fentz Nicole Schott Minerva Fabienne Hase Nolan Seegert Katharina Müller Tim Dieck | Landenwedstrijd | 2 (68,64)       | 5 (62,66)       | DNS             | 1 (63,21)       | 8         | 9         | niet geplaatst  | niet geplaatst  | niet geplaatst  | niet geplaatst  | 8         | 9         |

### Langlaufen
Lange afstanden
Mannen
| Naam                                                   | Onderdeel         | Uitslag   | Uitslag |
| Naam                                                   | Onderdeel         | Tijd      | Rang    |
| ------------------------------------------------------ | ----------------- | --------- | ------- |
| Lucas Bögl                                             | 15 km klassiek    | 40:13,9   | 17      |
| Lucas Bögl                                             | 30 km skiatlon    | 1:20:12,5 | 12      |
| Lucas Bögl                                             | 50 km vrije stijl | 1:16:11,5 | 33      |
| Janosch Brugger                                        | 15 km klassiek    | 40:24,5   | 20      |
| Jonas Dobler                                           | 15 km klassiek    | 40:21,0   | 19      |
| Jonas Dobler                                           | 50 km vrije stijl | 1:14:50,0 | 20      |
| Albert Kuchler                                         | 15 km klassiek    | 41:07,1   | 32      |
| Friedrich Moch                                         | 30 km skiatlon    | 1:20:16,4 | 13      |
| Friedrich Moch                                         | 50 km vrije stijl | 1:16:03,6 | 31      |
| Florian Notz                                           | 30 km skiatlon    | 1:21:00,4 | 19      |
| Florian Notz                                           | 50 km vrije stijl | 1:15:32,2 | 26      |
| Janosch Brugger Friedrich Moch Florian Notz Lucas Bögl | 4×10 km estafette | 1:57:46,5 | 5       |

Vrouwen
| Naam                                                           | Onderdeel         | Uitslag   | Uitslag |
| Naam                                                           | Onderdeel         | Tijd      | Rang    |
| -------------------------------------------------------------- | ----------------- | --------- | ------- |
| Victoria Carl                                                  | 30 km vrije stijl | 1:30:08,4 | 12      |
| Pia Fink                                                       | 15 km skiatlon    | 48:29,6   | 25      |
| Pia Fink                                                       | 30 km vrije stijl | 1:32:06,3 | 25      |
| Antonia Fräbel                                                 | 10 km klassiek    | 30:51,4   | 28      |
| Antonia Fräbel                                                 | 30 km vrije stijl | 1:31:23,6 | 19      |
| Laura Gimmler                                                  | 10 km klassiek    | 31:05,6   | 32      |
| Katharina Hennig                                               | 10 km klassiek    | 28:49,7   | 5       |
| Katharina Hennig                                               | 15 km skiatlon    | 47:11,8   | 15      |
| Sofie Krehl                                                    | 15 km skiatlon    | 47:41,6   | 17      |
| Katherine Sauerbrey                                            | 10 km klassiek    | 29:27,2   | 11      |
| Katherine Sauerbrey                                            | 15 km skiatlon    | 46:37,5   | 13      |
| Katherine Sauerbrey Katharina Hennig Victoria Carl Sofie Krehl | 4×5 km estafette  |           | Zilver  |

Sprint
Mannen
| Naam                           | Onderdeel  | Kwalificatie | Kwalificatie | Kwartfinales   | Kwartfinales   | Halve finales  | Halve finales  | Finale         | Finale         |
| Naam                           | Onderdeel  | Tijd         | Rang         | Tijd           | Rang           | Tijd           | Rang           | Tijd           | Rang           |
| ------------------------------ | ---------- | ------------ | ------------ | -------------- | -------------- | -------------- | -------------- | -------------- | -------------- |
| Janosch Brugger                | Sprint     | 2:56,01      | 38           | niet geplaatst | niet geplaatst | niet geplaatst | niet geplaatst | niet geplaatst | niet geplaatst |
| Albert Kuchler Janosch Brugger | Teamsprint | n.v.t.       | n.v.t.       | n.v.t.         | n.v.t.         | 21:20,39       | 12             | n.g.           | 23             |

Vrouwen
| Naam                           | Onderdeel  | Kwalificatie | Kwalificatie | Kwartfinales   | Kwartfinales   | Halve finales  | Halve finales  | Finale         | Finale         |
| Naam                           | Onderdeel  | Tijd         | Rang         | Tijd           | Rang           | Tijd           | Rang           | Tijd           | Rang           |
| ------------------------------ | ---------- | ------------ | ------------ | -------------- | -------------- | -------------- | -------------- | -------------- | -------------- |
| Victoria Carl                  | Sprint     | 3:19,89      | 10           | 3:18,26        | 3              | 3:16,83        | 5              | n.g.           | 10             |
| Pia Fink                       | Sprint     | 3:22,09      | 21           | 3:19,72        | 3              | niet geplaatst | niet geplaatst | niet geplaatst | 15             |
| Sofie Krehl                    | Sprint     | 3:18,93      | 8            | 3:18,37        | 2              | 3:21,32        | 6              | n.g.           | 11             |
| Coletta Rydzek                 | Sprint     | 3:25,09      | 37           | niet geplaatst | niet geplaatst | niet geplaatst | niet geplaatst | niet geplaatst | niet geplaatst |
| Katharina Hennig Victoria Carl | Teamsprint | n.v.t.       | n.v.t.       | n.v.t.         | n.v.t.         | 23:02,08       | 1              | 22:09,85       | Goud           |

### Noordse combinatie
| Naam                                                   | Onderdeel                  | Schansspringen          | Schansspringen                | Schansspringen | Langlaufen                              | Langlaufen | Totaal  | Totaal |
| Naam                                                   | Onderdeel                  | Afstand                 | Punten                        | Rang           | Tijd                                    | Rang       | Tijd    | Rang   |
| ------------------------------------------------------ | -------------------------- | ----------------------- | ----------------------------- | -------------- | --------------------------------------- | ---------- | ------- | ------ |
| Vinzenz Geiger                                         | Normale schans + 10 km (m) | 98,0                    | 111,4                         | 11             | 23:41,7                                 | 1          | 25:07,7 | Goud   |
| Vinzenz Geiger                                         | Grote schans + 10 km (m)   | 122,0                   | 106,0                         | 14             | 25:29,5                                 | 3          | 27:44,5 | 7      |
| Manuel Faißt                                           | Grote schans + 10 km (m)   | 133,0                   | 128,0                         | 4              | 26:29,6                                 | 15         | 27:16,6 | 4      |
| Johannes Rydzek                                        | Normale schans + 10 km (m) | 104,0                   | 122,2                         | 4              | 24:46,5                                 | 9          | 25:29,5 | 5      |
| Johannes Rydzek                                        | Grote schans + 10 km (m)   | 123,5                   | 105,2                         | 15             | 28:04,0                                 | 39         | 30:22,0 | 28     |
| Julian Schmid                                          | Normale schans + 10 km (m) | 103,0                   | 123,1                         | 3              | 25:17,9                                 | 21         | 25:57,9 | 8      |
| Julian Schmid                                          | Grote schans + 10 km (m)   | 133,5                   | 116,0                         | 9              | 26:39,1                                 | 17         | 28:14,1 | 10     |
| Terence Weber                                          | Normale schans + 10 km (m) | DNS                     | DNS                           | DNS            | DNS                                     | DNS        | DNS     | DNS    |
| Manuel Faißt Eric Frenzel Vinzenz Geiger Julian Schmid | Team grote schans + 4×5 km | 128,5 132,0 133,0 131,5 | 467,0 117,1 108,8 115,6 125,5 | 3              | 51:29,0 12:44,7 12:53,5 13:09,1 12:41,7 | 5          | 51:40,0 | Zilver |

### Rodelen
Individueel
| Naam                 | Onderdeel | Run 1  | Run 1 | Run 2    | Run 2 | Run 3  | Run 3 | Run 4  | Run 4 | Totaal   | Totaal |
| Naam                 | Onderdeel | Tijd   | Rang  | Tijd     | Rang  | Tijd   | Rang  | Tijd   | Rang  | Tijd     | Rang   |
| -------------------- | --------- | ------ | ----- | -------- | ----- | ------ | ----- | ------ | ----- | -------- | ------ |
| Max Langenhan        | Mannen    | 57,606 | 9     | 57,536   | 5     | 57,521 | 8     | 57,429 | 4     | 3:50,092 | 6      |
| Felix Loch           | Mannen    | 57,383 | 5     | 57,500   | 4     | 57,510 | 7     | 57,485 | 6     | 3:49,878 | 4      |
| Johannes Ludwig      | Mannen    | 57,063 | 1     | 57,438   | 2     | 57,043 | 1     | 57,191 | 1     | 3.48,735 | Goud   |
| Anna Berreiter       | Vrouwen   | 58,525 | 4     | 58,508   | 3     | 58,348 | 2     | 58,566 | 4     | 3:53,947 | Zilver |
| Natalie Geisenberger | Vrouwen   | 58,402 | 2     | 58,423   | 1     | 58,226 | 1     | 58,403 | 2     | 3:53,454 | Goud   |
| Julia Taubitz        | Vrouwen   | 58,345 | 1     | 1:00,075 | 26    | 58,655 | 7     | 58,358 | 1     | 3:55,433 | 7      |

Gemengd
| Naam                                                            | Onderdeel | Run 1                      | Run 1 | Run 2  | Run 2  | Run 3  | Run 3  | Totaal   | Totaal |
| Naam                                                            | Onderdeel | Tijd                       | Rang  | Tijd   | Rang   | Tijd   | Rang   | Tijd     | Rang   |
| --------------------------------------------------------------- | --------- | -------------------------- | ----- | ------ | ------ | ------ | ------ | -------- | ------ |
| Toni Eggert Sascha Benecken                                     | Dubbels   | 58,300                     | 2     | 58,353 | 2      | n.v.t. | n.v.t. | 1:56,653 | Zilver |
| Tobias Wendl Tobias Arlt                                        | Dubbels   | 58,255                     | 1     | 58,299 | 1      | n.v.t. | n.v.t. | 1:56,554 | Goud   |
| Natalie Geisenberger Johannes Ludwig Tobias Wendl / Tobias Arlt | Estafette | 1:00,090 1:01,407 1:01,909 | 2 1   | n.v.t. | n.v.t. | n.v.t. | n.v.t. | 3:03,406 | Goud   |

### Schaatsen
Mannen
| Naam            | Onderdeel | Uitslag | Uitslag |
| Naam            | Onderdeel | Tijd    | Rang    |
| --------------- | --------- | ------- | ------- |
| Patrick Beckert | 5000 m    | 6:19,58 | 11      |
| Felix Rijhnen   | 5000 m    | 6:19,86 | 13      |

Vrouwen
| Naam              | Onderdeel | Uitslag | Uitslag |
| Naam              | Onderdeel | Tijd    | Rang    |
| ----------------- | --------- | ------- | ------- |
| Claudia Pechstein | 3000 m    | 4:17,16 | 20      |
| Michelle Uhrig    | 1500 m    | 2:00,20 | 25      |

### Schansspringen
Mannen
| Naam                                                            | Onderdeel       | Kwalificatie | Kwalificatie | Kwalificatie | Eerste ronde            | Eerste ronde                  | Eerste ronde | Finaleronde             | Finaleronde                   | Finaleronde    | Totaal                        | Totaal |
| Naam                                                            | Onderdeel       | Afstand      | Score        | Rang         | Afstand                 | Score                         | Rang         | Afstand                 | Score                         | Rang           | Score                         | Rang   |
| --------------------------------------------------------------- | --------------- | ------------ | ------------ | ------------ | ----------------------- | ----------------------------- | ------------ | ----------------------- | ----------------------------- | -------------- | ----------------------------- | ------ |
| Markus Eisenbichler                                             | Normale schans  | 91,0         | 90,8         | 23           | 92,0                    | 118,4                         | 31           | niet geplaatst          | niet geplaatst                | niet geplaatst | 118,4                         | 31     |
| Markus Eisenbichler                                             | Grote schans    | 129,0        | 123,3        | 6            | 137,5                   | 135,2                         | 8            | 139,5                   | 140,5                         | 4              | 275,7                         | 5      |
| Karl Geiger                                                     | Normale schans  | 97,5         | 103,9        | 9            | 96,0                    | 127,5                         | 21           | 99,0                    | 125,3                         | 11             | 252,8                         | 15     |
| Karl Geiger                                                     | Grote schans    | 128,0        | 120,0        | 12           | 138,0                   | 136,7                         | 6            | 138,0                   | 144,6                         | 3              | 281,3                         | Brons  |
| Stephan Leyhe                                                   | Normale schans  | 95,5         | 101,6        | 11           | 97,5                    | 129,3                         | 13           | 95,0                    | 115,1                         | 25             | 244,4                         | 24     |
| Pius Paschke                                                    | Grote schans    | 119,0        | 102,9        | 30           | 131,0                   | 126,7                         | 23           | 127,0                   | 116,8                         | 29             | 243,5                         | 28     |
| Constantin Schmid                                               | Normale schans  | 86,5         | 76,0         | 39           | 102,0                   | 134,4                         | 6            | 98,0                    | 122,9                         | 18             | 257,3                         | 11     |
| Constantin Schmid                                               | Grote schans    | 127,0        | 114,9        | 19           | 134,0                   | 131,4                         | 11           | 134,0                   | 132,5                         | 14             | 263,9                         | 14     |
| Constantin Schmid Stephan Leyhe Markus Eisenbichler Karl Geiger | Landenwedstrijd | n.v.t.       | n.v.t.       | n.v.t.       | 126,5 127,5 136,0 121,0 | 446,5 112,7 108,7 119,4 105,7 | 4 5 2 5      | 122,0 129,0 139,5 128,0 | 476,4 106,6 113,3 137,5 119,0 | 2 6 4 1 3      | 922,9 219,3 222,0 256,9 224,7 | Brons  |

Vrouwen
| Naam              | Onderdeel      | Eerste sprong | Eerste sprong | Eerste sprong | Tweede sprong | Tweede sprong | Tweede sprong | Totaal | Totaal |
| Naam              | Onderdeel      | Afstand       | Score         | Rang          | Afstand       | Score         | Rang          | Score  | Rang   |
| ----------------- | -------------- | ------------- | ------------- | ------------- | ------------- | ------------- | ------------- | ------ | ------ |
| Katharina Althaus | Normale schans | 105,5         | 121,1         | 1             | 94,0          | 115,7         | 3             | 236,8  | Zilver |
| Selina Freitag    | Normale schans | 80,0          | 69,8          | 28            | 90,0          | 93,2          | 11            | 163,0  | 22     |
| Pauline Heßler    | Normale schans | 89,5          | 80,9          | 21            | 83,0          | 80,7          | 21            | 161,6  | 24     |
| Juliane Seyfarth  | Normale schans | 86,0          | 78,7          | 23            | 88,0          | 89,9          | 14            | 168,6  | 19     |

Gemengd
| Naam                                                           | Onderdeel       | Eerste sprong        | Eerste sprong              | Eerste sprong | Tweede sprong  | Tweede sprong  | Tweede sprong  | Totaal | Totaal |
| Naam                                                           | Onderdeel       | Afstand              | Score                      | Rang          | Afstand        | Score          | Rang           | Score  | Rang   |
| -------------------------------------------------------------- | --------------- | -------------------- | -------------------------- | ------------- | -------------- | -------------- | -------------- | ------ | ------ |
| Selina Freitag Constantin Schmid Katharina Althaus Karl Geiger | Landenwedstrijd | 88,0 101,0 DSQ 101,5 | 350,9 95,4 127,7 0,0 127,8 | 9 3 2 - 3     | niet geplaatst | niet geplaatst | niet geplaatst | 350,9  | 9      |

### Shorttrack
| Naam        | Onderdeel | Kwartfinale | Kwartfinale | Halve finale   | Halve finale   | Finale         | Finale         |
| Naam        | Onderdeel | Tijd        | Rang        | Tijd           | Rang           | Tijd           | Rang           |
| ----------- | --------- | ----------- | ----------- | -------------- | -------------- | -------------- | -------------- |
| Anna Seidel | 1500m (v) | PEN         | PEN         | niet geplaatst | niet geplaatst | niet geplaatst | niet geplaatst |

### Skeleton
| Naam                 | Onderdeel | Run 1   | Run 1 | Run 2   | Run 2 | Run 3   | Run 3 | Run 4   | Run 4 | Totaal  | Totaal |
| Naam                 | Onderdeel | Tijd    | Rang  | Tijd    | Rang  | Tijd    | Rang  | Tijd    | Rang  | Tijd    | Rang   |
| -------------------- | --------- | ------- | ----- | ------- | ----- | ------- | ----- | ------- | ----- | ------- | ------ |
| Alexander Gassner    | Mannen    | 1:00,87 | 9     | 1:00,86 | 9     | 1:00,62 | 8     | 1:00,48 | 5     | 4:02,83 | 8      |
| Christopher Grotheer | Mannen    | 1:00,00 | 1     | 1:00,33 | 1     | 1:00,16 | 1     | 1:00,52 | 6     | 4:01,01 | Goud   |
| Axel Jungk           | Mannen    | 1:00,50 | 5     | 1:00,53 | 2     | 1:00,31 | 2     | 1:00,33 | 3     | 4:01,67 | Zilver |
| Tina Hermann         | Vrouwen   | 1:02,28 | 5     | 1:02,29 | 4     | 1:01,90 | 5     | 1:02,26 | 7     | 4:08,73 | 4      |
| Jacqueline Lölling   | Vrouwen   | 1:02,27 | 4     | 1:02,45 | 7     | 1:02,22 | 7     | 1:02,41 | 14    | 4:09,35 | 8      |
| Hannah Neise         | Vrouwen   | 1:02,36 | 8     | 1:02,19 | 1     | 1:01,44 | 1     | 1:01,63 | 1     | 4:07,62 | Goud   |

### Snowboarden
Big air
| Naam               | Onderdeel | Kwalificatie | Kwalificatie | Kwalificatie | Kwalificatie | Kwalificatie | Finale         | Finale         | Finale         | Finale         | Finale         |
| Naam               | Onderdeel | Sprong 1     | Sprong 2     | Sprong 3     | Totaal       | Rang         | Sprong 1       | Sprong 2       | Sprong 3       | Totaal         | Rang           |
| ------------------ | --------- | ------------ | ------------ | ------------ | ------------ | ------------ | -------------- | -------------- | -------------- | -------------- | -------------- |
| Annika Morgan      | Vrouwen   | 12,00        | 64,25        | 68,00        | 132,25       | 8            | 15,50          | 73,50          | 14,50          | 88,00          | 10             |
| Noah Vicktor       | Mannen    | 60,50        | 18,25        | 29,75        | 90,25        | 24           | niet geplaatst | niet geplaatst | niet geplaatst | niet geplaatst | niet geplaatst |
| Leon Vockensperger | Mannen    | 66,00        | 24,00        | 17,25        | 90,00        | 25           | niet geplaatst | niet geplaatst | niet geplaatst | niet geplaatst | niet geplaatst |

Halfpipe
| Naam          | Onderdeel | Kwalificatie | Kwalificatie | Kwalificatie | Kwalificatie | Finale | Finale | Finale | Finale | Finale |
| Naam          | Onderdeel | Run 1        | Run 2        | Beste        | Rang         | Run 1  | Run 2  | Run 3  | Beste  | Rang   |
| ------------- | --------- | ------------ | ------------ | ------------ | ------------ | ------ | ------ | ------ | ------ | ------ |
| Leilani Ettel | Vrouwen   | 68,75        | 15,75        | 68,75        | 11           | 55,25  | 57,50  | 9,25   | 57,50  | 11     |
| André Höflich | Mannen    | 75,00        | 17,75        | 75,00        | 10           | 13,25  | 76,00  | 50,00  | 76,00  | 8      |

Parallelreuzenslalom
| Naam                       | Onderdeel | Kwalificatie | Kwalificatie | Achtste finale    | Kwartfinale          | Halve finale      | Finale            | Finale         |
| Naam                       | Onderdeel | Tijd         | Rang         | Tegenstander Tijd | Tegenstander Tijd    | Tegenstander Tijd | Tegenstander Tijd | Rang           |
| -------------------------- | --------- | ------------ | ------------ | ----------------- | -------------------- | ----------------- | ----------------- | -------------- |
| Yannik Angenend            | Mannen    | 1:22,28      | 13           | Tim Mastnak +0,27 | niet geplaatst       | niet geplaatst    | niet geplaatst    | 13             |
| Stefan Baumeister          | Mannen    | 1:22,64      | 18           | niet geplaatst    | niet geplaatst       | niet geplaatst    | niet geplaatst    | niet geplaatst |
| Elias Huber                | Mannen    | 1:31,16      | 30           | niet geplaatst    | niet geplaatst       | niet geplaatst    | niet geplaatst    | niet geplaatst |
| Melanie Hochreiter         | Vrouwen   | 1:42,74      | 27           | niet geplaatst    | niet geplaatst       | niet geplaatst    | niet geplaatst    | niet geplaatst |
| Ramona Theresia Hofmeister | Vrouwen   | 1:26,20      | 2            | Tomoka Takeuchi W | Daniela Ulbing +0,14 | niet geplaatst    | niet geplaatst    | 5              |
| Carolin Langenhorst        | Vrouwen   | 1:27,60      | 6            | Julie Zogg W      | Glorija Kotnik +0,15 | niet geplaatst    | niet geplaatst    | 6              |

Slopestyle
| Naam               | Onderdeel | Kwalificatie | Kwalificatie | Kwalificatie | Kwalificatie | Finale         | Finale         | Finale         | Finale         | Finale         |
| Naam               | Onderdeel | Run 1        | Run 2        | Beste        | Rang         | Run 1          | Run 2          | Run 3          | Beste          | Rang           |
| ------------------ | --------- | ------------ | ------------ | ------------ | ------------ | -------------- | -------------- | -------------- | -------------- | -------------- |
| Annika Morgan      | Vrouwen   | 29,61        | 67,63        | 67,63        | 10           | 64,13          | 31,01          | 28,76          | 64,13          | 8              |
| Noah Vicktor       | Mannen    | 16,66        | 62,56        | 62,56        | 16           | niet geplaatst | niet geplaatst | niet geplaatst | niet geplaatst | niet geplaatst |
| Leon Vockensperger | Mannen    | 25,15        | 26,41        | 26,41        | 29           | niet geplaatst | niet geplaatst | niet geplaatst | niet geplaatst | niet geplaatst |

Snowboardcross
| Naam                     | Onderdeel | Plaatsingsronde | Plaatsingsronde | Plaatsingsronde | Plaatsingsronde | Achtste finale | Kwartfinale    | Halve finale   | Finale         |
| Naam                     | Onderdeel | Run 1           | Run 1           | Run 2           | Run 2           | Achtste finale | Kwartfinale    | Halve finale   | Finale         |
| Naam                     | Onderdeel | Tijd            | Rang            | Tijd            | Rang            | Plaats         | Plaats         | Plaats         | Plaats         |
| ------------------------ | --------- | --------------- | --------------- | --------------- | --------------- | -------------- | -------------- | -------------- | -------------- |
| Paul Berg                | Mannen    | 1:18,31         | 12              | —               | —               | 3              | niet geplaatst | niet geplaatst | niet geplaatst |
| Umito Kirchwehm          | Mannen    | 1:18,22         | 11              | —               | —               | 2              | DNF            | niet geplaatst | niet geplaatst |
| Martin Nörl              | Mannen    | 1:17,38         | 5               | —               | —               | 1              | 3              | niet geplaatst | niet geplaatst |
| Jana Fischer             | Vrouwen   | 1:25,76         | 20              | 1:24,88         | 4               | 4              | niet geplaatst | niet geplaatst | niet geplaatst |
| Martin Nörl Jana Fischer | Gemengd   | n.v.t.          | n.v.t.          | n.v.t.          | n.v.t.          | n.v.t.         | 2              | 3              | niet geplaatst |